# Lorenzo Bellomi
Lorenzo Bellomi (Santa Lucia (Verona), 3 juni 1929 – Verona, 23 augustus 1996) was bisschop van Triëst (1977-1996) in Italië.
Hij was de eerste bisschop na de opdeling van het bisdom Triëst-Capodistrië tussen Italië en Joegoslavië (1977) als gevolg van de Verdragen van Osimo (1975) tussen beide landen. De stad Triëst was hiermee wettelijk gezien internationaal erkend als Italiaans grondgebied, een bevestiging van het Verdrag van Rapallo (1920).

## Levensloop
Bellomi was een zoon van Igino Bellomi, tramchauffeur, en Maria Caliari. Hij groeide op in Verona in het koninkrijk Italië. Na de priesterwijding (1951) werkte Bellomi in de pastoraal en het onderwijs en deed hij administratieve taken in het bisdom Verona en het aartsbisdom Gorizia.
Na de opdeling van het bisdom Triëst-Capodistrië benoemde paus Paulus VI Bellomi tot bisschop van Triëst (1977). Een pijnlijke periode van migratie van Italianen uit Joegoslavië naar Italië en omgekeerd van Slovenen liep ten einde. Niettemin kende het bisdom een belangrijke minderheid Slovenen. Bisschop Bellomi publiceerde zijn herderlijke brieven zowel in het Italiaans als in het Sloveens. Hij betrok de Slovenen bij overlegcommissies op het bisdom en benoemde een Sloveen tot vicaris-generaal: Lojze Skerl in 1966 en Franc Voncina in 1992.
Hij overleed in familiekring in Verona en werd begraven in de kathedraal San Giusto in Triëst (1996).

## Eerbewijs
Het katholiek cultuurcentrum van Triëst dat gebouwd werd in 1981 in de Via Igo Gruden, draagt zijn naam: Centro Culturale Monsignore Lorenzo Bellomi.